# سلطة احتجاز
سلطة الاحتجاز هي الدولة أو الولاية أو الحكومة أو أي اختصاص قضائي آخر يحتجز أو يعتقل أو يسجن أولئك المزعوم أنهم قاموا بارتكاب جريمة ضد نطاق القضاء هذا أو غيره (والتي لم يثبت أو سوف يتم إثبات أنها تتلاءم مع التعامل مع المعتقلين ذوي الصلة). واختصاراً، فإن أي شخص يمنع أي شخص من مغادرة الدولة أو الولاية ويمكن أن يكون قد اعتقل وحجز مثل هؤلاء الأشخاص لمدة ما يمكن أن يشار إليه باسم سلطة الاحتجاز.
وللأغراض القانونية، من الشروط الواردة في المسودة الثالثة لاتفاقية جنيف أن المعتقل يمكن أن يطلب إثبات الجرائم من أجل تبرير حبسه.
في وقت تقديم قضية كيرين ومعتقل جوانتانامو، تعد المحاكمات أمثلة على سلطة الاحتجاز الكبرى في الولايات المتحدة وتحت نطاق اختصاص قضاء ألولايات المتحدة.